# Skateboard ai Giochi della XXXIII Olimpiade
Le competizioni di skateboard ai Giochi della XXXIII Olimpiade si sono svolte dal 27 luglio al 7 agosto 2024 presso la Place de la Concorde.

## Calendario
| Data           | Orario        | Evento                                   |
| -------------- | ------------- | ---------------------------------------- |
| 28 luglio 2024 | 12:00 - 17:00 | Qualificazioni e finale street femminile |
| 29 luglio 2024 | 12:00 - 17:00 | Qualificazioni e finale street maschile  |
| 6 agosto 2024  | 12:30 - 17:30 | Qualificazioni e finale park femminile   |
| 7 agosto 2024  | 12:30 - 17:30 | Qualificazioni e finale park maschile    |

## Podi

### Uomini
| Evento            | Oro           | Perform. | Argento      | Perform. | Bronzo       | Perform. |
| Park (dettagli)   | Keegan Palmer | 93,11    | Tom Schaar   | 92,23    | Augusto Akio | 91,85    |
| Street (dettagli) | Yuto Horigome | 281,14   | Jagger Eaton | 281,04   | Nyjah Huston | 279,38   |

### Donne
| Evento            | Oro            | Perform. | Argento       | Perform. | Bronzo      | Perform. |
| Park (dettagli)   | Arisa Trew     | 93,18    | Kokona Hiraki | 92,63    | Sky Brown   | 92,31    |
| Street (dettagli) | Coco Yoshizawa | 258,92   | Liz Akama     | 257,99   | Rayssa Leal | 254,34   |

## Medagliere
| Pos.   | Paese         | Oro | Argento | Bronzo | Totale |
| ------ | ------------- | --- | ------- | ------ | ------ |
| 1      | Giappone      | 2   | 2       | 0      | 4      |
| 2      | Australia     | 2   | 0       | 0      | 2      |
| 3      | Stati Uniti   | 0   | 2       | 1      | 3      |
| 4      | Brasile       | 0   | 0       | 2      | 2      |
| 5      | Gran Bretagna | 0   | 0       | 1      | 1      |
| Totale | Totale        | 4   | 4       | 4      | 12     |